# Hlubočky
Hlubočky är en ort i Tjeckien.   Den ligger i regionen Olomouc, i den östra delen av landet, 220 km öster om huvudstaden Prag. Hlubočky ligger 271 meter över havet och antalet invånare är 4 448.
Terrängen runt Hlubočky är platt åt sydväst, men åt nordost är den kuperad. Runt Hlubočky är det ganska tätbefolkat, med 78 invånare per kvadratkilometer. Närmaste större samhälle är Olomouc, 10,6 km väster om Hlubočky. Trakten runt Hlubočky består till största delen av jordbruksmark.